# David Blei
Pour les articles homonymes, voir Blei.
David Blei est un scientifique américain en informatique. Il enseigne comme associate professor au département d'informatique de l'Université de Princeton (États-Unis). Son travail de recherche concerne principalement le domaine de l'apprentissage automatique, dont les modèles de sujet (topic models), et il fut l'un des développeurs du modèle d'allocation de Dirichlet latente.